# Herbert Drexler
Herbert Drexler (* 11. Oktober 1954 in Euzersdorf bei Salzweg) ist ein ehemaliger deutscher Automobilrennfahrer und Unternehmer. 

## Leben

### Motorsportkarriere
Herbert Drexler begann 1972 in den Rennsport zu investieren. Sein erstes Rennen bestritt er beim Automobil-Slalom in Wasserburg am Inn mit einem BMW 1602. Es folgten 15 erfolgreiche Slalomrennen, bei denen er regelmäßig unter die ersten drei kam. 
1976 startete Drexler mit einem Ford Escort RS 2000. Bei verschiedenen Wettbewerben, darunter dem 4. Wernberger Automobilslalom und der Hunsrück Rallye, erzielte er Erfolge. Ab 1977 konzentrierte er sich auf Bergrennen und nahm am ADAC Ilztal Bergrennen sowie an der ADAC Deutschen Bergmeisterschaft teil. Hier erreichte er Bestzeiten und hohe Platzierungen, darunter den 3. Platz in der Klasse B11. In den Folgejahren war Drexler, insbesondere in der ADAC Deutschen Bergmeisterschaft 1978, erfolgreich.
Zwischen 1974 und 1998 war er im deutschen sowie internationalen Rennsport aktiv und gewann zahlreiche Rennen. 1985 wurde er Bayrischer Automobilbergmeister und Südbayrischer Rennsportmeister mit seinem Team HWRT in einem Ford Escort RS 2000. Neben seiner Arbeit als Postbeamter nahm Drexler an Wochenenden regelmäßig an Rennen in Deutschland, Österreich und der Tschechoslowakei teil und erreichte häufig Spitzenplatzierungen.
1986 wurde er Bayrischer Vize-Automobilrundstreckenmeister. Er nahm mehrfach am ADAC GT Cup, dem 24-Stunden-Rennen auf dem Nürburgring sowie an der FIA-GT-Meisterschaft teil. 

### Unternehmensgründung
Beim 8. Lauf der FIA-GT-Meisterschaft 1998 auf dem A1-Ring fing das Heck von Drexlers Porsche 911 GT2 aufgrund eines Öllecks Feuer. Daraufhin zog Drexler sich weitestgehend aus dem aktiven Rennsport zurück und gründete die Drexler Motorsport GmbH. Das mittelständischen Unternehmen mit rund 130 Mitarbeitern hat sich auf Entwicklung und Bau von Sperrdifferentialen und Getrieben spezialisiert.

## Sportliche Erfolge
- 1979: Europa-Bergmeisterschaft
- 1979: Bayerischen Vizepokalsieger
- 1984: Deutscher Meister, Deutsche Rundstrecken-Meisterschaft im Team HWRT mit einem Ford Escort RS2000[2]
- 1985: Bayerischer Automobilbergmeister[3]
- 1987: Deutscher Rundstreckenmeister[4]
- 1991: 24-Stunden-Rennen auf dem Nürburgring – Ford Sierra RS Cosworth RS – Ford-Werksteam Wolf Racing
- 1992: 3. Platz, 20. ADAC 24-Stunden-Rennen auf dem Nürburgring, Ford Sierra RS Cosworth RS für das Werksteam Ford + Wolf Racing[5]
- 1993: 24-Stunden-Rennen auf dem Nürburgring – Ford Sierra RS Cosworth 4×4 – Ford Werksteam Wolf Racing[6]
- 1995: 4. Platz, ADAC GT CUP – Ford Escort Cosworth RS500 – Ford-Werksteam Wolf Racing[7]
- 1996: 5. Platz, ADAC GT CUP – Ford Escort Cosworth RS500 – Ford-Werksteam Wolf Racing[8]
- 1997: Vizemeister, ADAC GT CUP – Ford Escort Cosworth 4×4 – Ford-Werksteam Wolf Racing[9]
- 1998: 8. Lauf FIA GT Langstrecken-Weltmeisterschaft – Porsche 911 GT2 R 993 – Teamchef Franz Konrad